# Osiedle Metalchem (Opole)

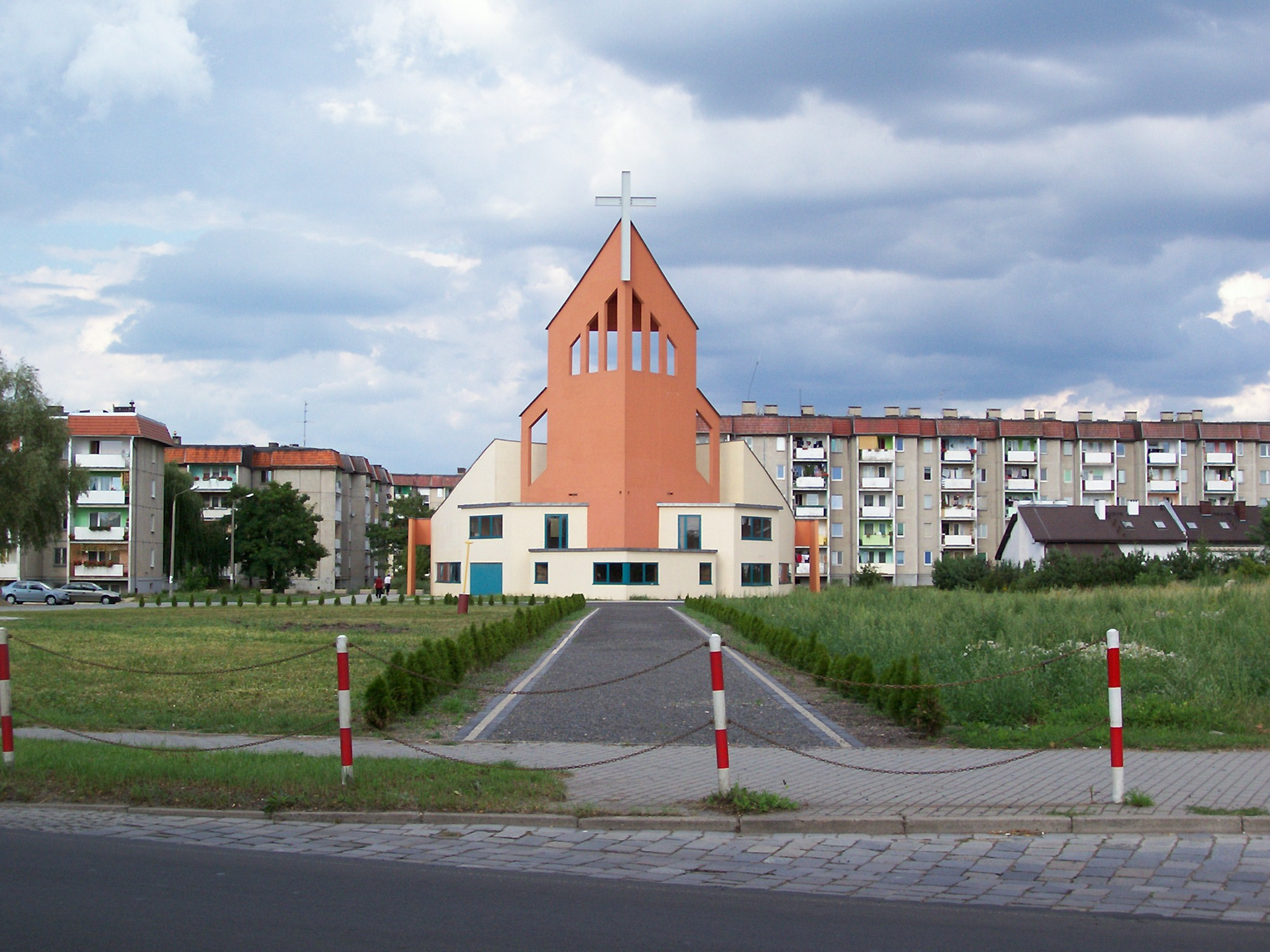
Kościół, w tle "nowe osiedle"

Osiedle Metalchem – osiedle mieszkaniowe w południowej części Opola, na pograniczu Groszowic i Grotowic. Wraz z tymi drugimi liczy 3334 mieszkańców; znajduje się nad Odrą w sąsiedztwie byłych zakładów metalurgiczno-chemicznych Metalchem, a obecnie Parku Przemysłowego Metalchem.

## Historia
Osiedle w przeważającej części jest złożone z budownictwa wielorodzinnego – bloki mieszkalne o kształcie podłużnym i formie klockowej, charakterystycznej dla budownictwa z "wielkiej płyty", zbudowane zostały na przełomie lat 80. i 90. XX w. Wybudowanie osiedla wiązało się z powstaniem dużych zakładów przemysłowych Metalchem i nieco później kilku innych zakładów i firm handlowo-usługowych, m.in. Bed-Met Logistic, APC Presmet, Metalchem Serwis, Tower, Explomet, Iveco, Chem-Sped. 

## Komunikacja
Osiedle Metalchem mimo stosunkowo dużego oddalenia od centrum, jest dobrze skomunikowane głównie za sprawą ulicy Oświęcimskiej, która na całej swojej długości stanowi trasę wojewódzką 423 oraz linii kolejowej w kierunku na Kędzierzyn-Koźle. W nowej, południowo-wschodniej części osiedla ("nowym osiedlu"), zlokalizowany jest przystanek kolejowy Opole Grotowice.
Dojazd autobusami miejskimi linii nr 7, 8, 12, N2 oraz pociągiem.
Z dzielnicą graniczy kompleks leśny z wieloma sztucznymi jeziorami, należący do gminy Tarnów Opolski, o znaczeniu wypoczynkowo-rekreacyjnym. W pobliżu znajdują się stawy, które powstają na skutek wydobywania surowców mineralnych przez zakład górniczy.

## Infrastruktura
Na osiedlu znajduje się dom kultury, biblioteka, poczta, zakład weterynaryjny, zakład stomatologiczny, zakład fryzjerski oraz zakład opieki zdrowotnej. Starsza, północno-zachodnia część osiedla (tzw. stare osiedle) jest siedzibą zarządu spółdzielni mieszkaniowej.